# یان ژوفر
یان ژوفر (انگلیسی: Yann Jouffre؛ زادهٔ ۲۳ ژوئیهٔ ۱۹۸۴) بازیکن فوتبال اهل فرانسه است که به عنوان هافبک بازی می‌کند.
از باشگاه‌هایی که در آن بازی کرده‌است می‌توان به باشگاه فوتبال گنگام، باشگاه فوتبال نیم المپیک، باشگاه فوتبال لوریان، و باشگاه فوتبال متس اشاره کرد.
وی همچنین در تیم ملی فوتبال زیر ۱۹ سال نیز بازی کرده‌است.